# Murujuga

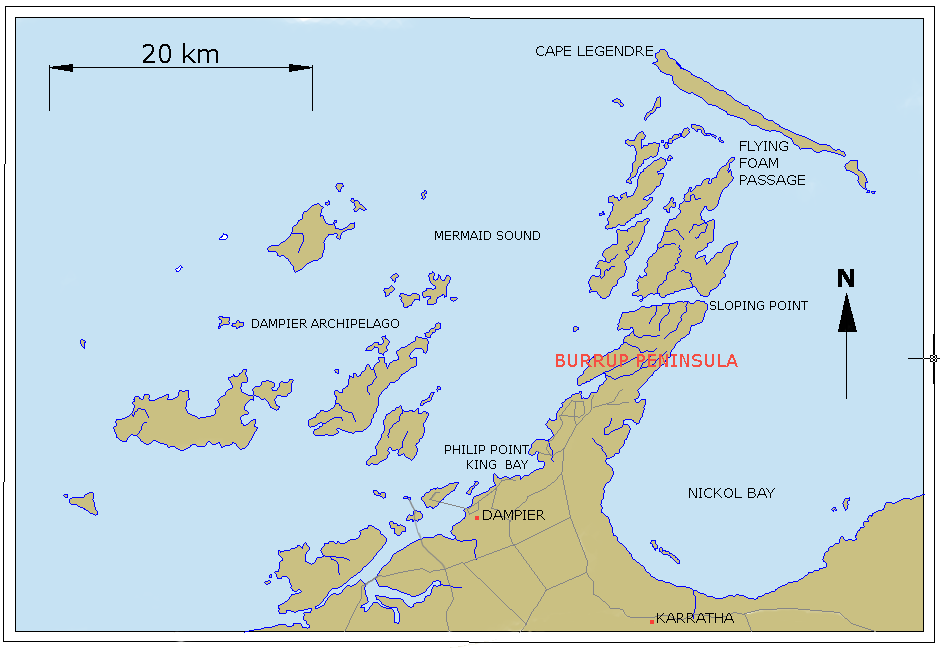
Carte de l'archipel Dampier et de la péninsule de Murujuga, dite aussi péninsule de Burrup.

Murujuga est le nom d'une péninsule en Australie-Occidentale, au nord-est de  la ville de Dampier, connue également comme péninsule de Burrup, ou encore précédemment nommée péninsule de Dampier.
L'environnement de la péninsule subit la menace de plusieurs consortiums industriels, en mer et à terre, comme celle de   Woodside Petroleum qui extrait du gaz naturel au large.

## Pétroglyphes
La péninsule est une zone écologiquement et archéologiquement remarquable  parce qu'elle contient la plus grande collection au monde de  pétroglyphes, ces sculptures aborigènes en pierre qui remonteraient, d'après certains spécialistes, à 10 000 ans, soit l'époque de la dernière glaciation.
La collection de ces pierres dressées est la plus grande d'Australie avec  des pétroglyphes artistiques qu'on estime  à plus d'un  million, plusieurs d'entre elles représentant le Thylacine dont la race est  éteinte.
Ce trésor est menacé par divers projets industriels. Il fait partie de le liste des sites en danger dressée par le Fonds mondial des monuments. Les émissions acides des industries pétro-chimiques détruisent les pétroglyphes.

## Protection
Le « paysage culturel de Murujuga » est inscrit sur la liste du patrimoine mondial en 2025 par l'UNESCO.

## Sources
- Article de Marie-Morgane Le Moël dans Le Monde du 20 décembre 2008 : Une concentration majeure d'art rupestre menacée en Australie.